# Camp d'internement de Bangou
Le camp d'internement de Bangou est un camp officieux construit au Cameroun par Maurice Delauney, le chef de région de l'administration coloniale française près de Bangou en avril 1958.

## Description
Le camp est construit en matériaux locaux du pays, avec barbelés et miradors par les assignés eux-mêmes.
1. pour réduire les coûts et
2. passer outre aux autorisations et demande de financement par le chef de région.

Le camp était gardé par des gendarmes français et camerounais.
En 2005, Maurice Delaunay, ancien interné en Allemagne et ancien d'Algérie dit ,: « [Dans ce camp], j'avais peut-être sept cents à huit cents types qui étaient incarcérés, qui sont restés pendant pas mal de temps. C'était un camp avec des barbelés... Moi, vous savez, j'avais été prisonnier en Allemagne pendant quelque temps, alors je savais comment ça se passait ! Alors j'avais fait un camp avec des barbelés, avec des miradors. Il y avait des gendarmes français qui gardaient le camp. Gendarmes français... et gendarmes camerounais, qui étaient très fidèles ! ». 
Ce camp sera qualifié l'année suivante d'« officieux » par un chef militaire étonné par cette installation.
Interrogé sur le sujet en 2009, Maurice Delaunay qualifie le camp d'exception à l'État de droit finalement assez routinière tant « à l'époque, il y avait beaucoup de choses qui n'étaient pas officielles ».

## Objectifs du camp
Ce camp, construit ex nihilo, permettait selon Maurice Delaunay, de « résoudre d'une manière correcte le problème jusqu'alors insoluble de la mise hors d'état de nuire d'individus dangereux mais protégés par un formalisme juridique inadapté ». 

## Internés du camp
- « agitateurs politiques [...] susceptibles de constituer un danger pour l'ordre public »[6]
- individus coupables de... « complicité passive » avec les « terroristes », « contre lesquels des preuves suffisantes ne pourront être retenues valablement par la justice française ».

### Détenus notables ayant séjourné dans le camp
- Samuel Tanga Fouotsop, chef supérieur Balatchi avec sa cour et les 9 notables[7].

### Évolutions des nombres d'internés dans les camps en pays Bamiléké
| Départements | Effectifs 1960 | Effectifs 1962 |
| Mifi         | 141 350        | 168 274        |
| Ndé          | 40 500         | 36 890         |
| Haut-Kam     | 67 720         | 84 348         |
| Bamboutos    | 50 360         | 110 000        |
| Menoua       | 100 577        | 62 113         |
| Total        | 400 507        | 462 191        |

,